# 別爾博韋齊 (維諾吉拉季夫區)
48°10′5″N 22°54′32″E / 48.16806°N 22.90889°E
別爾博韋齊（烏克蘭語：Вербовець），是烏克蘭西部的村莊，隸屬外喀爾巴阡州的貝雷霍韋區。該村始建於1251年，面積4,458平方公里，海拔高度122米，2001年人口1,206，人口密度每平方公里0.27人。